# Fārsīyeh-ye Do
Fārsīyeh-ye Do (persiska: فارسیه دو) är en ort i Iran.   Den ligger i provinsen Khuzestan, i den centrala delen av landet, 500 km sydväst om huvudstaden Teheran. Fārsīyeh-ye Do ligger 32 meter över havet och antalet invånare är 159.
Terrängen runt Fārsīyeh-ye Do är mycket platt. Runt Fārsīyeh-ye Do är det ganska tätbefolkat, med 120 invånare per kvadratkilometer. Närmaste större samhälle är Serī-ye Yek, 0,99 km söder om Fārsīyeh-ye Do. Trakten runt Fārsīyeh-ye Do består till största delen av jordbruksmark.